# Theodor Bastard
Theodor Bastard es una banda musical rusa de San Petersburgo. 
Su música difícil de clasificar, pero destilan un sentimiento extremo sin duda alguna, y es que la angustia se desliza entre armonías orientales copándolo todo, rotos quejidos de máquinas de un futuro alienante que marcan el inexorable ritmo de las composiciones, y la voz serena y diáfana de Yana, aligerando una carga de dolor que en ocasiones parece inalterable, hipnótica, lisérgica. Su estilo se clasifica como trip-hop, darkwave, neofolk, ambient. 
La banda fundada en 1996 por Fyodor Svoloch pero se llama «Theodor Bastard» y se usa su estilo actual desde 1999.

## Miembros
- Fyodor Svoloch - guitarra, electrónica, voz
- Yana Veva - voz
- Monti - teclado, sampling
- Max Kostyunin - bajo eléctrico
- Kusas - percusión, drum-programación
- Andy V.Dmitriev - percusión

## Discográfica
- Восемь способов добиться леди (1996)
- Wave Save (1999)
- Agorafobia (2000)
- Live In Heaven (2000)
- BossaNova_Trip (2002)
- Пустота (2004)
- Суета (2006)
- Белое: Ловля Злых Зверей (2008)
- Белое: Предчувствия и Сны (2009)
- Oikoumene (2012)
- Ветви (2015)